# Sygnał harmoniczny
Sygnał harmoniczny (inaczej: sygnał sinusoidalny) to sygnał, którego zmienność określa funkcja sinusoidalna.

## Rzeczywisty sygnał harmoniczny
Rzeczywisty sygnał harmoniczny można zapisać w postaci
{\displaystyle u(t)=A\cos(2\pi f_{0}t+\varphi _{0}),}
gdzie:
{\displaystyle A} – amplituda,
{\displaystyle f_{0}} – częstotliwość,
{\displaystyle \varphi _{0}} – faza początkowa, to znaczy faza dla chwili {\displaystyle t=0.}
Postać ta jest równoważna innej formie wynikającej z tożsamości trygonometrycznych:
{\displaystyle u(t)=a\cos(2\pi f_{0}t)+b\sin(2\pi f_{0}t),}
gdzie wielkości A, a, b spełniają zależności
{\displaystyle A={\sqrt {a^{2}+b^{2}}},}
{\displaystyle \operatorname {tg} (\varphi _{0})={\frac {b}{a}}}
oraz
{\displaystyle a=A\cos(\varphi _{0}),}
{\displaystyle b=A\sin(\varphi _{0}).}
Sygnał harmoniczny jest okresowy, przy czym jego okres {\displaystyle T} wynosi
{\displaystyle T={\frac {1}{f_{0}}}.}
Dla sygnału harmonicznego definiuje się pojęcie pulsacji {\displaystyle \omega _{0}} jako
{\displaystyle \omega _{0}=2\pi f_{0}.}

### Widmo
Widmo rzeczywistego sygnału harmonicznego zawiera dwa impulsy Diraca umieszczone odpowiednio w punktach {\displaystyle \omega _{0}} oraz {\displaystyle -\omega _{0}} w dziedzinie pulsacji.

## Zespolony sygnał harmoniczny
Zespolony sygnał harmoniczny {\displaystyle z(t)} to uogólnienie rzeczywistego sygnału harmonicznego {\displaystyle u(t)} takie, że
{\displaystyle u(t)=\Re \{z(t)\},}
najczęściej postaci
{\displaystyle z(t)=Ae^{j2\pi f_{0}t+\varphi _{0}}=\cos(2\pi f_{0}t+\varphi _{0})+j\sin(2\pi f_{0}t+\varphi _{0}).}

### Widmo
Widmo zespolonego sygnału harmonicznego o postaci jak wyżej zawiera pojedynczy impuls Diraca umieszczony w punkcie {\displaystyle \omega _{0}} w dziedzinie pulsacji.

## Dyskretny sygnał harmoniczny
Dyskretny sygnał harmoniczny to sygnał {\displaystyle u(n)} określony dla dyskretnych wartości argumentu {\displaystyle n,} o postaci
{\displaystyle u(n)=A\cos \left(2\pi {\frac {f_{0}}{f_{s}}}n+\varphi _{0}\right),}
gdzie:
{\displaystyle f_{s}} – częstotliwość próbkowania.
Dyskretny sygnał harmoniczny jest okresowy tylko wtedy, gdy jego częstotliwość {\displaystyle f_{0}} jest całkowitą podwielokrotnością częstotliwości próbkowania {\displaystyle f_{s}.}

### Widmo
Widmo dyskretnego sygnału harmonicznego zawiera nieskończony ciąg par impulsów Diraca, powtarzających się w pulsacjach {\displaystyle k2\pi f_{s}+\omega _{0}} oraz {\displaystyle k2\pi f_{s}-\omega _{0},} dla wszystkich całkowitych {\displaystyle k.}